# Klepp IL
Maillots
Actualités
Le Klepp IL est un club norvégien omnisports fondé en 1919. Basé dans la municipalité de Klepp, le club est principalement connu grâce à son équipe de football féminine.

## Histoire
Fondé le 1er octobre 1919, le club possède des sections de football, handball, de gymnastique et d'athlétisme. 
Le club est surtout connu pour son équipe féminine de football qui joue au sein de la Toppserien (1re division norvégienne). Le club remporte le championnat en 1987. Plusieurs joueuses célèbres y ont évolué, comme Dagny Mellgren ou encore, Andrea Norheim. 
Son équipe masculine de football joue actuellement en troisième division.

## Football féminin

### Historique récent
| Saison | Championnat       | Classement | V  | N  | D | Coupe           |
| ------ | ----------------- | ---------- | -- | -- | - | --------------- |
| 2006   | Toppserien (18j.) | 9          | 3  | 13 | 2 | Quart de finale |
| 2007   | Toppserien        | 7          | 8  | 10 | 4 | Quart de finale |
| 2008   | Toppserien        | 6          | 8  | 7  | 7 | Quart de finale |
| 2009   | Toppserien        | 7          | 8  | 8  | 6 | Demi finale     |
| 2010   | Toppserien        | 7          | 8  | 9  | 5 | 3e tour         |
| 2011   | Toppserien        | 8          | 6  | 11 | 5 | Quart de finale |
| 2012   | Toppserien        | 7          | 7  | 10 | 5 | 3e tour         |
| 2013   | Toppserien        | 10         | 6  | 13 | 3 | Quart de finale |
| 2014   | Toppserien        | 9          | 8  | 12 | 2 | Quart de finale |
| 2015   | Toppserien        | 6          | 8  | 8  | 6 | 3e tour         |
| 2016   | Toppserien        | 10         | 6  | 14 | 2 | 3e tour         |
| 2017   | Toppserien        | 4          | 12 | 4  | 6 | Quart de finale |
| 2018   | Toppserien        | 2          | 15 | 3  | 4 | Demi finale     |
| 2019   | Toppserien        | 3          | 14 | 2  | 6 | 3e tour         |
| 2020   | Toppserien        | 7          | 5  | 3  | 9 | 1er tour        |